# Robert Morris (artysta)

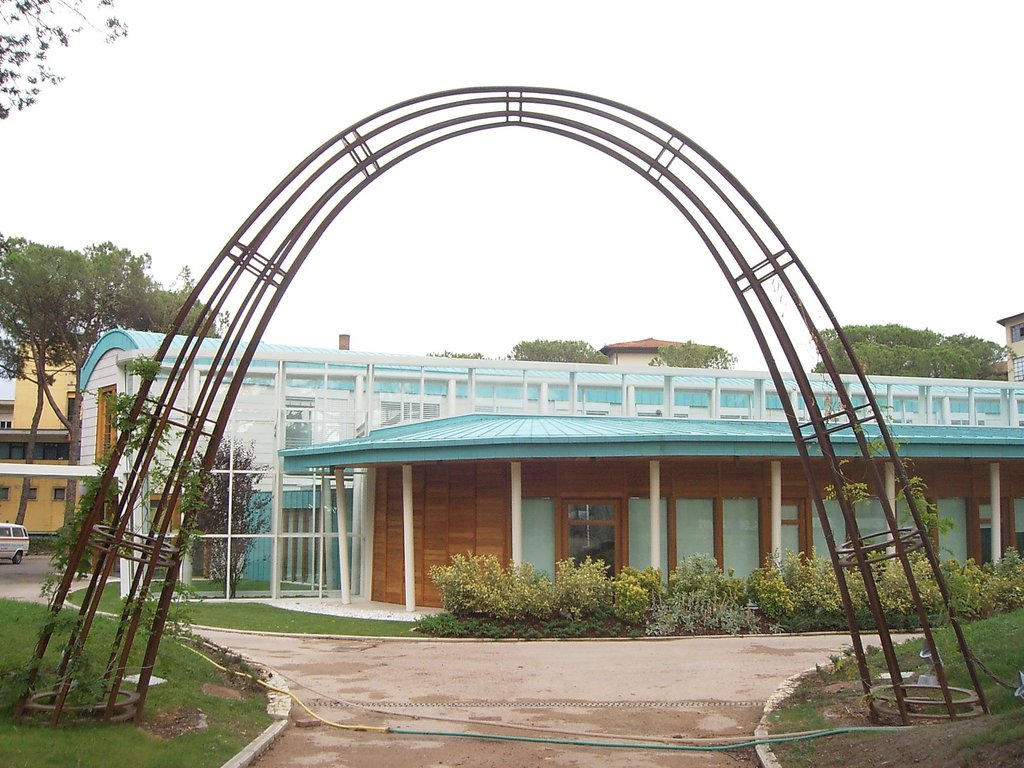
Bronze Gate (2005).

Robert Clarke Morris (ur. 9 lutego 1931, w Kansas City, zm. 28 listopada 2018 w Nowym Jorku) – amerykański rzeźbiarz, artysta konceptualny i pisarz. Jest on uważany za jednego z najwybitniejszych teoretyków minimalizmu wraz z Donaldem Juddem i Carlem Andre. Miał on również znaczący na rozwój sztuki performance, sztuki ziemi, ruchu sztuki procesualnej i sztuki instalacji. Mieszkał i pracował w Nowym Jorku.

## Życiorys

### Dzieciństwo
Dorastał w strefie podmiejskiej miasta Kansas City. We wczesnym okresie życia, zaczął duplikować komiksy, nawyk ten pomógł mu odkryć talent do rysunku. Elastyczny tryb zajęć w jego szkole pozwolił mu spędzać dodatkowy czas na szlifowanie swoich umiejętności artystycznych. Brał udział w programie wzbogacania weekendu. Zachęcał studentów do szkicowania grafik do lokalnej Nelson Gallery(obecnie Nelson Atkins Museum of Art) i przyciągał ich do pracowni artystycznych w Kansas City Art Institute.

### Studia
W latach 1948–1950 studiował inżynierię na Uniwersytecie w Kansas. Następnie w 1951 r. studiował sztukę na Kansas City Art Institute. Przerwał studia, w 1951/52, aby służyć z Korpus Inżynieryjny Armii Stanów Zjednoczonych, w Arizonie i Korei. W 1953 roku przeniósł się do Reed College w stanie Oregon, gdzie spędził dwa lata studiując filozofie. Podczas lat studenckich, Morris malował monochromatyczne abstrakcyjne pejzaże inspirowane pracami Clyfforda Stilla, który uczył się w Szkole Sztuk Pięknych w Kalifornii. Po opuszczeniu Reed College, Morris kontynuował produkcję dużych abstrakcyjnych elementów, ale tym razem sięgnął do metody Jacksona Pollocka, polegającej na malowaniu nad podłogą, gdzie przy użyciu rusztowania zawieszał się nad płótnem rozciągniętym na podłodze. Powrócił do San Francisco w 1955 roku i spędził resztę dekady zaangażowany w eksperymentalnych warsztatach teatralnych, które miały na celu zbadanie ruchu w tańcu i improwizacji ruchu. W tym mieście odbyła się jego pierwsza solowa wystawa w 1957 roku. Od 1961/63 Morris studiował historię sztuki w Hunter College w Nowym Jorku gdzie otrzymał tytuł magistra.

### Praca
Początkowe prace malarza z 1950 były pod wpływem ekspresjonizmu abstrakcyjnego, inspirowanego pracami Jacksona Pollocka. Choć mieszkał w Kalifornii, Morris stykał się z pracami La Monte Younga i Johna Cage’a. Zainspirowany zdjęciami Pollocka w pracy( autorstwa Hans Namuth), wpadł na pomysł projektu, który byłby zapisem procesu twórczego artysty. Obudziło to w nim zainteresowanie tańcem i choreografią. W 1950 r. podczas pobytu w San Francisco, poznał tancerkę i choreografkę Simone Forti, co zwiększyło u niego zainteresowanie tańcem. Morris przeniósł się do Nowego Jorku w 1960 roku, gdzie wystawił spektakl na podstawie poszukiwania ciał w przestrzeni, w którym kwadratowa kolumna po kilku minutach na scenie, przewraca się. Morris opracował taką samą ideę do swoich pierwszych minimalnych rzeźb, Dwie Kolumny pokazane w 1961, i L-Belki (1965).
Porzuciwszy malarstwo, zaczął budować rzeźby ze sklejki. Jednym z pierwszych elementów wykonanych przez artystę było Pudełko z dźwiękiem własnego autorstwa(1961), drewnianym kostkom towarzyszą nagrania odgłosów wytwarzanych podczas ich budowy. Sposób, w jaki sam obiekt został połączony w procesie twórczym dał Morrisowi poczucie satysfakcji, której nie był stanie osiągnąć w malarstwie.
Następnego roku, w Green Gallery, Morris zaprezentował zestaw formularzy na dużą skalę: Wielościan zbudowany z 2 x 4[m] i szare malowane sklejki. W 1964 roku Morris opracował i wykonał dwa słynne dzieła wydajności 21,3 w którym używa techniki lip-sync do odczytania eseju Erwina Panofsky i występuje z Carolee Schneemann.
Począwszy od 1966 roku, Morris opublikował pierwszy z kilku istotnych artykułów w magazynie ArtForum, które pomogły mu sformułować intencje swoich rzeźb, jak i idee leżące u podstaw najważniejszych ruchów artystycznych. Serie tę zatytułował „Uwagi o Rzeźby”. W tych esejach, autor odrzucił koncepcję wyjątkowości obiektu, w zamian podkreślając znaczenie kompozycji w stosunku do widza.
Untitled (Pink Felt) z 1970 składa się z kawałków filcu pokrojonego w paski, które spadły przypadkowo na podłogę. Obiekt wynikowy jest przypadkowy, bez określonej formy lub postaci. Zwyczajność materiału sprawia, że obiekt wydaje się jeszcze mniej znaczący. Przez kolejną dekadę, Morris kontynuował pracę z materiałów odpadowych w celu dekonstrukcji tradycyjnych kategorii sztuki. Stworzył prace którą, zdemontowano, aż nic nie zostało oprócz resztek brudu. Continuous Project Altered Daily(1969), składała się z materiałów odpadowych znalezionych na budowach. Wykorzystał krótkotrwałe resztki dzieł by stworzyć prace parowe Bellingham-II(1974). W obu tych dziełach, zawarł koncepcje, że zdjęcia są tylko zapisem ich istnienia. Służy to obaleniu tradycyjnego pojęcia sztuki jako namacalnego produktu z serii działań, Morris Anti-Form i innych post-Minimalnych sztuk rozszerzając tym możliwość, definiowania czym może być sztuka.

### Ostatnie lata życia
Nadal rozwijał pomysły w swojej pracy, w sztuce performance, zainstalował kilka instalacji site-specific w Stanach Zjednoczonych i Europie. Od końca 1970 roku eksperymentował z różnymi rodzajami mediów, np. z lustrem, Hydrocal (marka gipsu). Jego motywy są bardzo zróżnicowane, począwszy od pamięci o wojnie do feminizmu.

## Krytyczny odbiór
Jego pierwsza indywidualna wystawa w Nowym Jorku odbyła się w 1963 w Green Gallery. Oprócz Donalda Judda, który rozpoznał minimalistyczność elementów prac Morrisa, większość krytyków oceniła negatywnie prace wystawione na pokazie, postrzegając je jako nieistotne i zbyt agresywne.

Sztuka Roberta Morrisa jest fundamentalnie teatralna. (...) Jego teatr jest jedynie zaprzeczeniem! Zaprzeczeniem pojęcia oryginalności twórcy awangardowego, negacją logiki i rozumu, negacją chęci przypisywania jednolitych znaczeń kulturowych do różnych zjawisk, negacja światopoglądu, oświadczeniem, że ufa i zna niekonwencjonalne.

W 1974 roku reklamowano jego wystawę w Galerii Castelli z plakatem pokazującym nagi tors w sadomasochistycznym stroju. Krytyk Amelia Jones stwierdziła, że ciało z plakatu było oświadczeniem super-męskości i stereotypowego pojęcia, że męskość jest równa, homofobii. Poprzez plakat, Morris zrównał moc sztuki z fizycznością (przemocą).

## Wystawy
Pierwsza wystawa obrazów Morrisa odbyła się w 1957 w Galerii Dilexi w San Francisco. W roku 1968, Morris zorganizował wystawę 9 w Leo Castelli Warehouse, która obejmowała prace Evy Hesse, Bruce Nauman i Richarda Serry. Liczne muzea gościły solowe wystawy jego prac, m.in. Whitney Museum of American Art w Nowym Jorku (1970), w Instytut sztuki w Chicago(1980), Museum of Contemporary Art, Chicago i Muzeum Sztuki w Newport Harbor (1986), a Corcoran Gallery of Art, Washington, DC (1990). W roku 1994, Solomon R. Guggenheim Museum, Nowy Jork, zorganizowało retrospektywę twórczości artysty w Europie, Deichtorhallen w Hamburgu i Musée National d’Art Moderne w Paryżu.

## Rynek sztuki
Morris był reprezentowany przez Sonnabend Gallery, Nowy Jork i Sprüth Magers, Berlin / London. Artyzm konceptualny Morrisa odbił się nawet w jego wystawach, gdyż jego prace zgodnie z umową chwilami zostają usunięte z obiegu